# Universidad de California en Riverside
La Universidad de California, Riverside es una universidad pública coeducacional de la red de la Universidad de California que se localiza en la ciudad de Riverside, Condado de Riverside, California. Generalmente conocida como UCR o UC Riverside, la institución es la universidad con mayor crecimiento en población y dotación de su sistema.
Ha sido reconocida por (US News) con la posición n.º 35 entre las mejores universidades públicas de la nación, aunque esta posición llega al n.º 85 cuando se consideran las instituciones privadas.

## Historia
La Cámara de Regentes de la Universidad de California estableció una estación de experimentación en 1907 ("UC Citrus Experiment Station") con la meta de desarrollar nuevos avances en la fertilización y canalización de tierras. Tras varias décadas la estación se desarrolló y empezó en embarcarse en proyectos más variados. En 1961, como reflejo del crecimiento del instituto, la estación fue conocida como el Citrus Research Center and Agricultural Experiment Station (Estación de Investigación de Cítricos y Agricultura).
Con el apoyo del poder ejecutivo de la red de la Universidad de California, Gordon S. Watkins inició la organización de una pequeña universidad que fue adoptada por el sistema en 1954. Fue reconocida como una universidad plena antes que otras en el sistema, y es muy reconocida en el Sur de California.

## Campus universitario
La Universidad tiene dos campus en el Sur de California. El campus principal es en Riverside. El campus secundario es en el Palm Desert. El área total de los campus es 485 hectáreas.

## Clasificación

###### Clasificación nacional
| Nombre del Clasificación                                     | Clasificación |
| CNBC Definitive Guide to College (2019)                      | #12           |
| Money Magazine Best Colleges for your Money (2019)           | #12           |
| Washington Monthly National University Rankings (2018)       | #28           |
| Center for World University Rankings (2019-2020)             | #75           |
| Ranking Académico de las Universidades del Mundo (2019)      | #59-#66       |
| U.S. News & World Report National University Rankings (2019) | #85           |

###### Clasificación mundial
| Nombre del Clasificación                                          | Clasificación |
| Ranking Académico de las Universidades del Mundo (2018)           | #151-#200     |
| U.S. News & World Report Best Global Universities Rankings (2018) | #151          |
| Center for World University Rankings (2019-2020)                  | #204          |
| Times Higher Education World University Ranking (2019)            | #212          |
| Ranking Académico de las Universidades del Mundo (2018)           | #454          |

## Deportes
"UC Riverside Highlanders" es el nombre de los equipos deportivos de la Universidad. Hasta el año 2019, Pertenecieron a la División I de la NCAA. Los colores de los equipos son azul y oro. La mascota es Scotty Highlander.

## Bibliotecas
UC Riverside tiene cuatro bibliotecas que contienen más que 5 millones libros. Las bibliotecas se llaman "Tomás Rivera Library", "Orbach Science Library", "Music Library" y "Special Collections & University Archives".

## Profesores notables
- Richard Schrock, químico, recibido el Premio Nobel de Química
- Barry Barrish, físico, recibido el Premio Nobel de Física
- Masatoshi Koshiba, físico, recibido el Premio Nobel de Física
- Chris Abani, escritor
- John Baez, matemático
- Mike Davis, sociólogo
- Nalo Hopkinson, escritora
- Laila Lalami, novelista
- Robert Nisbet, sociólogo
- Jane Smiley, novelista
- Karl Taube, mayista
- Christopher Chase-Dunn, sociólogo
- John Martin Fischer, filósofo

## Alumnos notables
- Billy Collins, poeta
- Richard Schrock, físico, recibido el Premio Nobel de Química
- Tim White, paleontólogo
- Brenda Martinez, atleta, medalla de oro en el Campeonato Mundial de Judo
- Jamie Chung, actriz
- Elizabeth George, escritora
- AngieMon escritora y poeta
- Neil Campbell, zoólogo
- Mason Gaffney, economista
- Barbara Hambly, escritora
- Patricia Ja Lee, actriz
- AnnMaria De Mars, deportista, medalla de oro en los Relevos Mundiales 2019
- Ryan Holiday, autor
- Charlyne Yi, actriz